# Aïkiryu
 (septembre 2023).
Si vous disposez d'ouvrages ou d'articles de référence ou si vous connaissez des sites web de qualité traitant du thème abordé ici, merci de compléter l'article en donnant les références utiles à sa vérifiabilité et en les liant à la section « Notes et références ».
 (septembre 2023).
L'aïkiryu est un art martial issu de l'aïkido crée par Abelé Shihan. Les kanji de l'aïkiryu (愛気龍) signifient : transformation par l'énergie d'amour.

## Histoire de l'aïkiryu
L'Aïkiryu fait suite au travail de recherche et de précision de Charles Abelé (1954-2006), enseignant d'aïkido de l'École du Maître Hirokazu Kobayashi.
Après avoir longtemps travaillé avec André Cognard, il fonde en 1996 son propre groupe d'étude : l'AAGE : Académie Aïkido et Arts du Geste. En 2004, ce groupe devient fédération (F.AAGE) en même temps qu'il nomme et pose la forme de sa recherche et de son travail : l'aïkiryu.
L'aïkiryu existe principalement en France, il est enseigné également en Suisse, en Allemagne et en Italie.

« Le terme Aïkiryu n'est pas là pour nous démarquer de l'Aïkido, mais pour être plus précis dans notre démarche. Il correspond au plus près à la qualité du travail développé ensemble.

Cette école se veut porteuse d'un message lié à « l'Amour » (AI) qui rend possible toute rencontre, toute harmonie et toute réalisation.

Cette voie du corps spirituel est marquée par le choix du symbole du dragon (RYU) représentant la puissance divine, l'élan spirituel ; symbole de la résolution des contraires, il est le gardien des trésors cachés.

L'énergie (KI) de cette transformation ne peut être que celle engendrée par l'Amour.

La création de nouvelle matière, l'ouverture de nouvelles structures nécessitent un raffermissement de l'esprit, de la verticalisation. »

## Pratiques de l'aïkiryu
Le terme « Aïkiryu » n'est pas là pour se démarquer de l'aïkido. Il correspond simplement à la qualité du travail que Charles Abelé souhaitait développer et que ses élèves ont décidé de continuer.
Cet art martial a pour base des principes humanistes : le travail sur soi amène à une conscience réelle de ses propres limitations, de ses capacités, et permet de trouver sa place au sein d'un groupe, sans chercher à imposer ou à détruire pour exister. Le geste martial propose la réalisation d'une véritable expérience par le corps.
Il donne un ensemble de repères structurels et un cadre de travail.

### Aïkiryu
L'aïkiryu est apparu en 2004, il est né de la précision du travail de recherche que Charles Abelé a effectué avec ses élèves en Aïkido. Charles Abelé a transformé les kanji de l'aïkido, devenu ainsi Aïkiryu. Cet Aïkido auquel se réfère techniquement l’Aïkiryu est celui de Hirokazu Kobayashi, transmis en France essentiellement par André Cognard.

« L'Aïkiryu est composé d'un ensemble de techniques qui se pratiquent à deux ou plus. Conformément aux principes de non-violence du fondateur de l'Aïkido Moriheï Ueshiba, d'où l'Aïkiryu est issu, les partenaires effectuent puis reçoivent les techniques : ouverture du corps, souplesse, précision, stabilité, rythme, dynamique corporelle, intégration d'une attaque…

Pour développer les techniques dans différentes situations, l'Aïkiryu se pratique à mains nues et s'appuie également sur un travail au “Boken” (sabre en bois) et au “Jo” (long bâton en bois).

Cette pratique est proposée aux enfants à partir de 7 ans et aux adolescents. Elle leur permet de structurer leur corps et de développer le respect, l'écoute et la capacité à échanger avec un partenaire. »

### Aïkiryu-Taïso
L'Aïkiryu-taïso est une discipline de développement personnel fondée sur une prise de conscience corporelle. On y alterne posture, marches, mouvements et méditations, dans une recherche de questionnement interne, tendant vers une meilleure connaissance de soi.

« L’Aïkiryu-taïso, pratique énergétique, propose un ensemble d’exercices et de postures qui se font seul, à deux ou en groupe. Elle permet de revisiter le corps, de prendre conscience du mouvement interne.
- Postures fixes, mouvements d’étirements, marches, méditation, pratique du son, massages énergétiques…

Ce travail apporte souplesse et dynamisme et développe la conscience corporelle. L’attention à soi et à l’autre, la détente et la présence apaisée font partie des outils de cette pratique. Dans une dimension plus globale elle permet d’équilibrer les tensions, elle transforme, dynamise l’énergie interne et unifie. »

## Citations
« Le partenaire extérieur matérialise le partenaire intérieur.
Au Japon, le terme martial est utilisé pour un ensemble d’arts tel que l’art floral ou l’art du thé. L’art martial relie le microcosme au macrocosme. L’axe vie-mort demande énormément de précision, nécessite de se construire, de se mettre en relation avec l’autre. L’essentiel étant la qualité d’être.
L’Aïkido et l’Aïkitaïso bien que différents par leur forme manifestée sont identiques quant à leur l’essence. La pratique nous amène à vivre et non plus à survivre.
L’Aïkiryu développe ces deux formes internes. La pratique nous aide à mettre à jour nos systèmes d’autodestruction et à vivre en les intégrant. Elle nous propose d’aller vers la lumière.
Reconnaître et accepter nos systèmes, c’est le sens d’AREGATAÏ. Les mettre à la lumière pour qu’ils se transforment en quelque chose de bénéfique, c’est le sens de YOKUNARU. Développer de la conscience, c’est la voie. Lorsque la martialité est intériorisée, apparaît l’amour et la compassion. »